# Максимыч, Сергей Васильевич
Серге́й Васи́льевич Макси́мыч (укр. Сергій Васильович Максимич; род. 19 июля 1974, Кривой Рог, Днепропетровская область) — украинский футболист, полузащитник. Позже — футбольный тренер и функционер.

## Биография
Воспитанник днепропетровского спортинтерната, где его тренером был Владимир Кобзарев.
Начинал карьеру в командах чемпионата Луганской области, выступая за «Динамо» и её вторую команду, а также за лутугинский МАЛС. В 1993 году выступал за луганское «Динамо» в переходной лиге. «Динамовцы» тогда заняли второе место в турнире и вышли во вторую лигу. Сезон 1993/94 провёл в днепропетровской мини-футбольной команде «Механизатор-Металлист», которая являлась аутсайдером первой лиги. В первой половине сезона 1994/95 являлся игроком луганской «Зари» из высшей лиги. После выступал за любительскую «Кривбасс-Руду».
В 1995 году вернулся в «Зарю». Параллельно играл в чемпионате Украины по мини-футболу за «Авангард» из Жёлтых Вод. «Заря» по итогам сезона впервые покинула высшую лигу. С 1996 по 1998 год был игроком второлиговой команды «Металлург» из города Новомосковск. Весной 1999 года присоединился к днепропетровскому «Днепру». За основную команду провёл всего одну игру, а за вторую команду — две.
Вторую половину 1999 года провёл в запорожском «Торпедо» из первой лиги. Проведя также одну игру за фарм-клуб «Виктор» из второй лиги. Завершил карьеру футболиста в Венгрии, выступая в командах из низших дивизионов — «Чонгради» и «Индустрия» (Марцали).
В 2005 году стал детским тренером в днепропетровском «Днепре». Работал в паре с Алексеем Чистяковым. В августе 2008 года вместе со своими подопечными побывал в Лондоне, где днепропетровцы играли против академии «Челси». В марте «Днепр» занял пятое место на турнире турнире «Весенний Тирасполь», где работал вместе с тренером Владимиром Кнышом. В сентябре 2012 года в Черкассах на Кубке Австралии Максимыч привёл детей 2000 года рождения к победе. В мае 2012 года вместе с воспитанниками побывал Катаре. В феврале 2013 года вывел команду в финал турнира в Минске, а в июне 2013 года днепропетровцы стали победителем международного турнира в Одессе.
Среди его воспитанников Сергей Логинов, Сергей Бигус, Александр Сваток, Виталий Каверин, Валерий Юрчук, Алексей Баштаненко, Александр Мигунов и Артём Филимонов.
В январе 2015 года Олег Шелаев стал спортивным директором «Днепра», а Сергей Максимыч и Алексей Чистяков стали его заместителями.

## Достижения
- Серебряный призёр Переходной лиги Украины (1): 1992/93